# Nadriczne (hromada Złotniki)
Nadriczne (ukr. Надрічне, do 1964 roku Хатки, Chatky, pl. Chatki) – wieś na Ukrainie, w  obwodzie tarnopolskim, w rejonie tarnopolskim.
Do 2020 w rejonie trembowelskim.